# Сосново (Марий Эл)
Сосново (ранее — Сосновка, мар. Пӱнчерсола) — деревня в Медведевском районе Марий Эл Российской Федерации. Входит в состав Сенькинского сельского поселения.
Численность населения — 179 человек (2020 год).

## География
Деревня Сосново располагается в 2 км на северо-запад от деревни Сенькино на федеральной автомобильной дороге Р176 «Вятка».

## История
Впервые деревня упоминается в списках селений Царевококшайского уезда в 1763 году как Янгозино тож. Деревня основана крестьянами — выходцами из деревни Тарханово (ныне — район города Йошкар-Олы), которые создали хутор в глухом лесу, на берегу реки Ошлы.

## Население
| 2010 | 2011 | 2012 | 2013 | 2014 | 2018 | 2020 |
| ---- | ---- | ---- | ---- | ---- | ---- | ---- |
| 167  | ↘151 | ↗159 | →159 | ↘147 | ↗183 | ↘179 |

Национальный состав на 1 января 2014 г.:
| Национальность | Численность, чел. | Доля    |
| -------------- | ----------------- | ------- |
| всего          | 147               | 100,0 % |
| Марийцы        | 115               | 78,2 %  |
| Русские        | 29                | 19,7 %  |
| другие         | 3                 | 2,0 %   |

## Описание
Жители деревни проживают в индивидуальных домах. Деревня газифицирована. Улично-дорожная сеть имеет щебневое покрытие.